# Tony Corrente

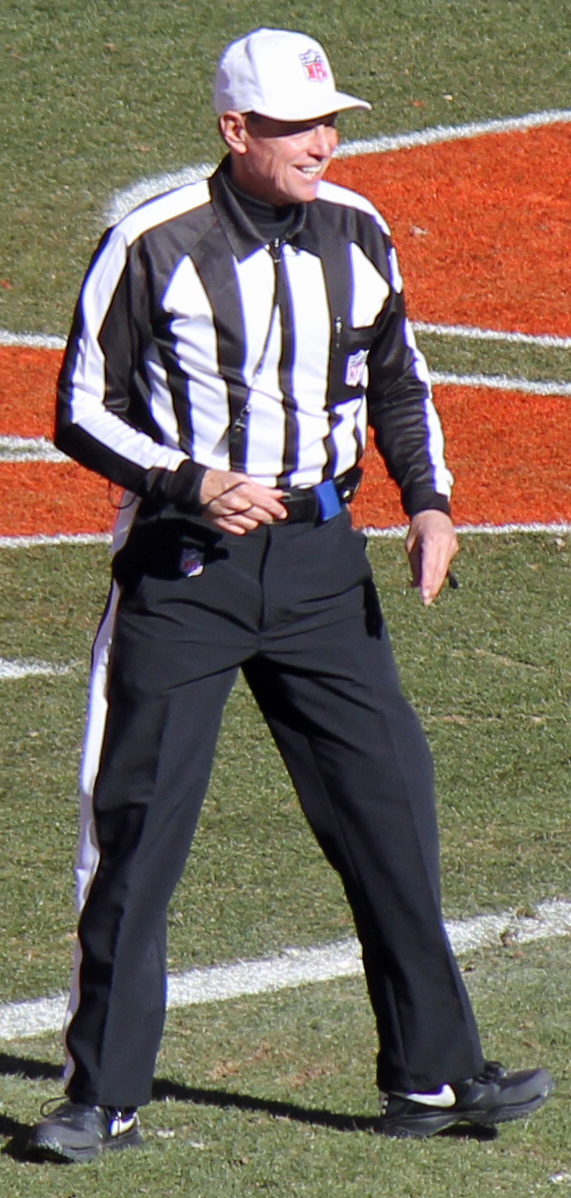
Tony Corrente (2014)

Anthony Joseph „Tony“ Corrente (* 12. November 1951 in Los Angeles County, Kalifornien) ist ein ehemaliger US-amerikanischer Schiedsrichter im American Football, der von der Saison 1995 bis zur Saison 2021 in der NFL tätig war. Er war Schiedsrichter des Super Bowls XLI und trug die Uniform mit der Nummer 99.

## Karriere

### College Football
Vor dem Einstieg in die NFL arbeitete er ab dem Jahr 1981 als Schiedsrichter im College Football in der Pacific Coast Athletic Association, welche in seiner aktiven Zeit nach der Saison 1988 zur Big West Conference umbenannt wurde, und ab dem Jahr 1991 in der Western Athletic Conference.

### Professionelle Footballligen
Im Anschluss war er in der NFL Europe tätig. U. a. leitete er den World Bowl '98.

### National Football League
Corrente begann im Jahr 1995 seine NFL-Laufbahn als Back Judge. Nachdem die Schiedsrichter Dale Hamer und Gary Lane zur Saison 1998 als Hauptschiedsrichter zurücktraten, wurden Ron Winter und er zum Hauptschiedsrichter befördert.
Er leitete den Super Bowl XLI im Jahr 2007. Und war Schiedsrichter des Pro Bowl 2022.
Zum Ende der Saison 2021 trat er als Schiedsrichter zurück. Sein letztes Spiel war der Pro Bowl 2022.
Nach seinem Rücktritt als Hauptschiedsrichter ernannte die NFL Tra Blake als Nachfolger.